# گرچن کوربت
گرچن هویت کوربت (انگلیسی: Gretchen Corbett؛ زادهٔ ۱۳ اوت ۱۹۴۷) یک هنرپیشه اهل ایالات متحده آمریکا است.
از فیلم‌ها یا مجموعه‌های تلویزیونی که وی در آن‌ها نقش داشته است می‌توان به کارآگاه راکفورد و آرواره‌های شیطان اشاره نمود.